# Mithila

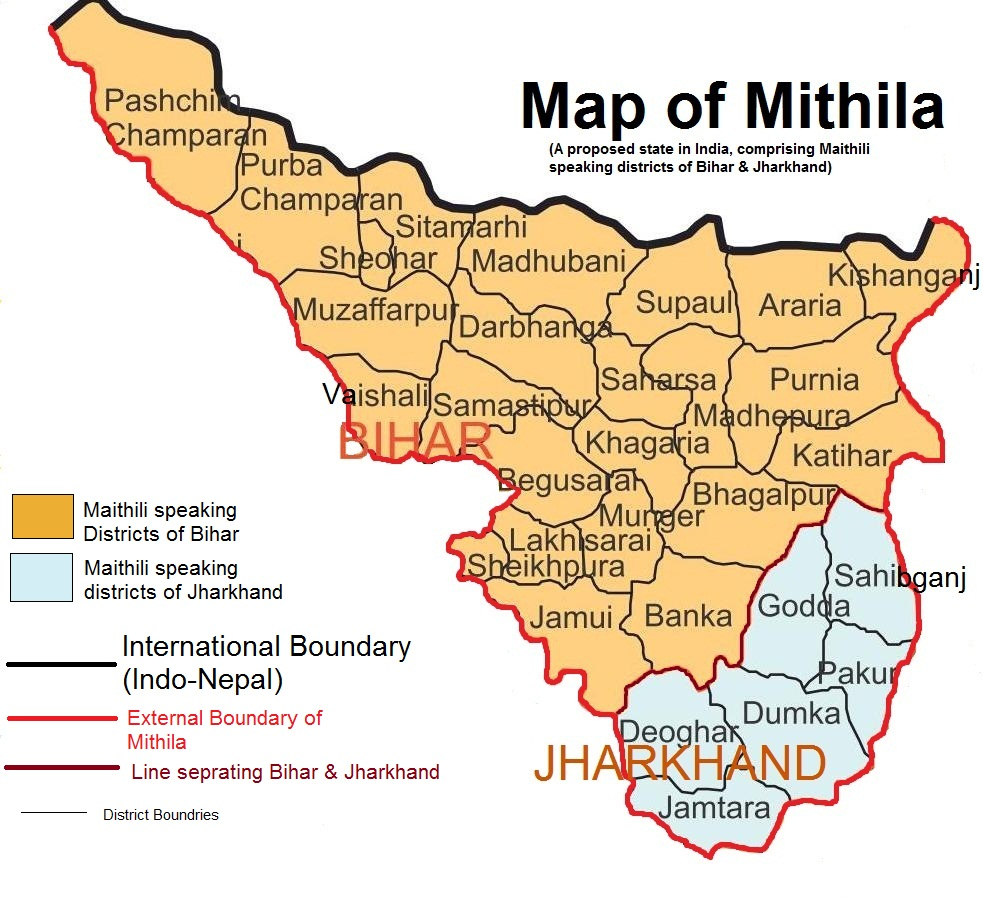
Map of Proposed Mithila State, showing its districts

Mithila (sanskrit मिथिला, mithilā) är ett gammalt indiskt kungarike och ett landskap i moderna Indien och Nepal, som täcker hälften av den indiska delstaten Bihar och sydliga delar av Nepal. Det viktigaste språket i området är maithili. 
Mithila är känt som namnet på Vedarikets huvudstad, Sitas hemstad  i hinduverket Ramayana. Nuvarande Janakpur, största staden i dagens Mithila, anses vara samma stad. Mithila-området anknyts även till Buddha och Mahavira,  buddhismens respektive jainismens grundläggare, vilka båda lär ha  fötts här. Området är dessutom över hela Indien känt för konsthantverket madhubanikonst.